# Scheldestromen

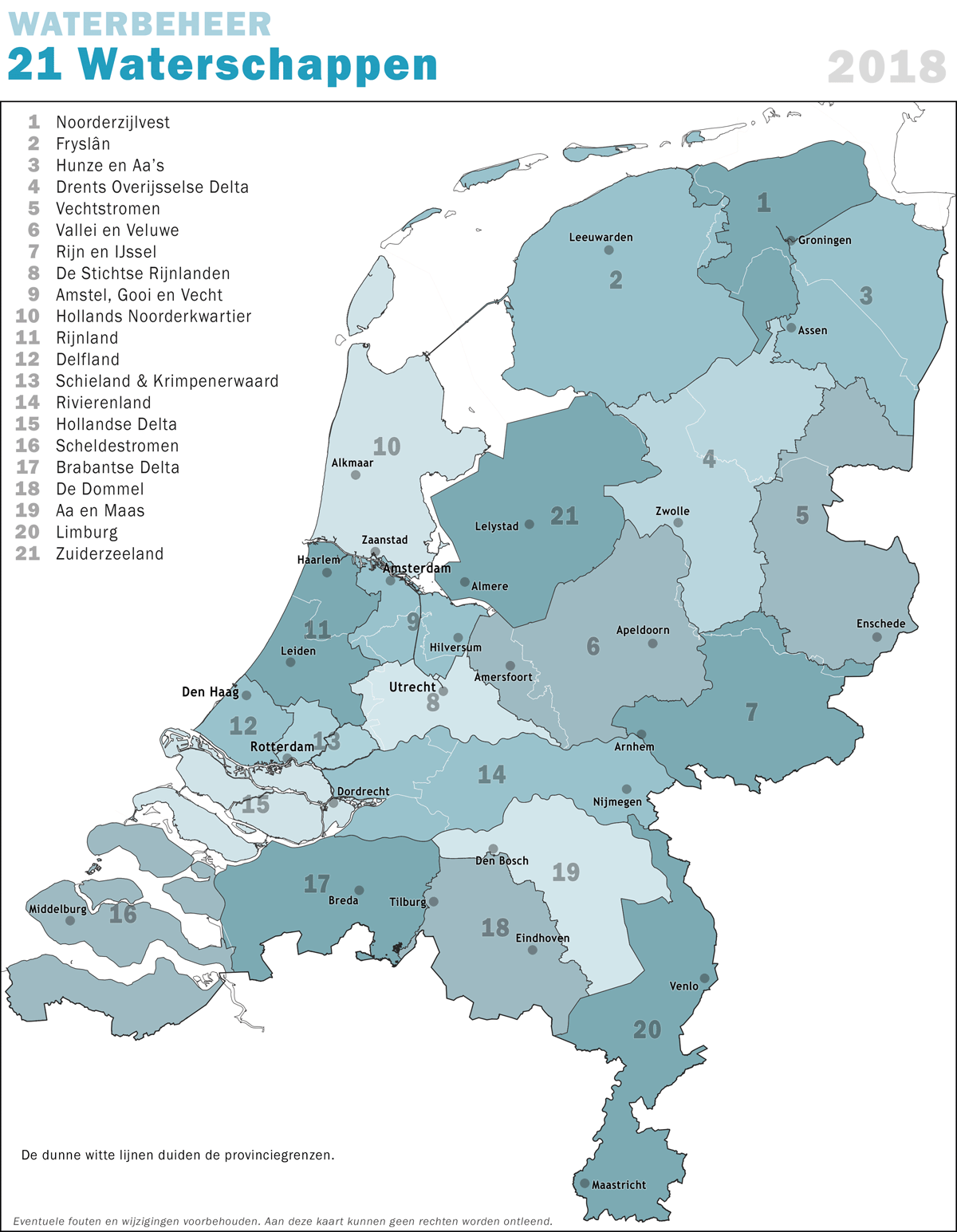

Placée sous l'autorité de l'Office des eaux des Pays-Bas, l'Office des eaux de Scheldestromen ou l'Office des eaux de l'Escaut, Waterschap Scheldestromen en néerlandais, assure la gestion des eaux dans la zone néerlandaise de l'Escaut qui correspond à la province de Zélande.
Les bureaux principaux sont à Middelbourg et Terneuzen.

## Les chiffres
- 190 273 hectares superficie de terres
- 356 km digues
- 8 écluses
- 17 km dunes
- 3000 km de routes
- 6769 km de voies navigables
- 19 stations de pompages principales
- 381 500 habitants
- 13 communes
- 5 sous stations de pompage
- 59 stations de pompage des eaux usées et de canalisations associées
- 7 usines de traitement des eaux usées

Nota bene : ces chiffres sont à revoir à cause de la fusion récente (1er janvier 2011) de 2 zones, en attente de la mise à jour de la page néerlandaise.